# US Clay Court Championships 1971
Lo US Clay Court Championships 1971 è stato un torneo di tennis facente parte del Women's International Grand Prix 1971. Il torneo si è giocato a Indianapolis negli Stati Uniti dal 9 al 15 agosto 1971 su campi in terra rossa.

## Vincitrici

### Singolare
Billie Jean King ha battuto in finale  Linda Tuero con il punteggio di 6–4 7–5

### Doppio
Judy Tegart-Dalton /  Billie Jean King hanno battuto in finale  Julie Heldman /  Linda Tuero con il punteggio di 6–1 6–2